# 上普法尔茨地区魏登
上普法尔茨地区魏登（德語：Weiden in der Oberpfalz，官方拼写为，發音：[ˈvaɪdn̩ ʔɪn deːɐ ˈʔoːbɐˌpfalts] ⓘ），通称魏登（德語：Weiden），是德国巴伐利亚州上普法尔茨行政区的非县辖城市，面积70.57平方千米，2023年12月31日人口43,188人。

## 友好城市
上普法尔茨地区魏登与以下城市结为友好城市：
- 法國 伊西莱穆利诺（1962年）
- 義大利 马切拉塔（1963年）
- 奥地利 滨湖魏登（1990年）
- 德国 安娜贝格-布赫霍尔茨（1990年）
- 捷克 玛丽亚温泉市（2008年）